# Casa de Normandía
La dinastía normanda es la familia a la que pertenecieron los duques de Normandía y los monarcas ingleses inmediatamente posteriores a la conquista normanda de Inglaterra y perduraron hasta que la dinastía Plantagenet subió al poder en 1154. Incluye a Rollón y sus descendientes, y desde Guillermo el Conquistador y sus herederos hasta 1135. Después de eso se disputó entre la nieta de Guillermo, Matilde y Esteban de la Casa de Blois (o dinastía blesevina).

## Gobernantes de Casa de Normandía

### Duques de Normandía
- Rollón, 911–927
- Guillermo I, 927–942
- Ricardo I, 942–996
- Ricardo II, 996–1027
- Ricardo III, 1027
- Roberto I, 1027–1035
- Guillermo II, 1035–1066 (se convirtió en Rey de Inglaterra)

### Reyes de Inglaterra
- Guillermo I  1066–1087
- Guillermo II, 1087–1100 (no fue duque de Normandía)
- Roberto II, 1087–1106 (no fue rey de Inglaterra)
- Enrique I, 1100–1135; 1106–1135
- Guillermo III Adelin, 1120 (no fue rey de Inglaterra)
- Matilde de Inglaterra, 1135–1153[1]
- Esteban (no agnático; un miembro de la Casa de Blois), 1135–1154

## Genealogía
Nota: Los nombres de los reyes de Inglaterra se han marcado en negrita para diferenciarlos de los duques de Normandía.
|  |  |                                             |                                             |                                             |                                             | Rollón, duque de Normandía                  |                                             |  |  |                                 |                                 |                                 |                                 |                                                |                                                |                                                |                                                |                                                |                                                |                         |                         |                         |                         |  |  |                                                |                                                |                                                |                                                |                                                |                                                |  |  |                                                   |                                                   |                                                   |                                                   |                                                   |                                                   |  |  |       |       |                                          |                                          |                                          |                                          |                                          |                                          |
|  |  |                                             |                                             |                                             |                                             |                                             |                                             |  |  |                                 |                                 |                                 |                                 |                                                |                                                |                                                |                                                |                                                |                                                |                         |                         |                         |                         |  |  |                                                |                                                |                                                |                                                |                                                |                                                |  |  |                                                   |                                                   |                                                   |                                                   |                                                   |                                                   |  |  |       |       |                                          |                                          |                                          |                                          |                                          |                                          |
|  |  |                                             |                                             |                                             |                                             | Guillermo I, duque de Normandía             |                                             |  |  |                                 |                                 |                                 |                                 |                                                |                                                |                                                |                                                |                                                |                                                |                         |                         |                         |                         |  |  |                                                |                                                |                                                |                                                |                                                |                                                |  |  |                                                   |                                                   |                                                   |                                                   |                                                   |                                                   |  |  |       |       |                                          |                                          |                                          |                                          |                                          |                                          |
|  |  |                                             |                                             |                                             |                                             |                                             |                                             |  |  |                                 |                                 |                                 |                                 |                                                |                                                |                                                |                                                |                                                |                                                |                         |                         |                         |                         |  |  |                                                |                                                |                                                |                                                |                                                |                                                |  |  |                                                   |                                                   |                                                   |                                                   |                                                   |                                                   |  |  |       |       |                                          |                                          |                                          |                                          |                                          |                                          |
|  |  |                                             |                                             |                                             |                                             | Ricardo II, duque de Normandía              |                                             |  |  |                                 |                                 |                                 |                                 |                                                |                                                |                                                |                                                |                                                |                                                |                         |                         |                         |                         |  |  |                                                |                                                |                                                |                                                |                                                |                                                |  |  |                                                   |                                                   |                                                   |                                                   |                                                   |                                                   |  |  |       |       |                                          |                                          |                                          |                                          |                                          |                                          |
|  |  |                                             |                                             |                                             |                                             |                                             |                                             |  |  |                                 |                                 |                                 |                                 |                                                |                                                |                                                |                                                |                                                |                                                |                         |                         |                         |                         |  |  |                                                |                                                |                                                |                                                |                                                |                                                |  |  |                                                   |                                                   |                                                   |                                                   |                                                   |                                                   |  |  |       |       |                                          |                                          |                                          |                                          |                                          |                                          |
|  |  |                                             |                                             |                                             |                                             |                                             |                                             |  |  |                                 |                                 |                                 |                                 |                                                |                                                |                                                |                                                |                                                |                                                |                         |                         |                         |                         |  |  |                                                |                                                |                                                |                                                |                                                |                                                |  |  |                                                   |                                                   |                                                   |                                                   |                                                   |                                                   |  |  |       |       |                                          |                                          |                                          |                                          |                                          |                                          |
|  |  | Roberto I, duque de Normandía               | Roberto I, duque de Normandía               | Roberto I, duque de Normandía               | Roberto I, duque de Normandía               | Roberto I, duque de Normandía               | Roberto I, duque de Normandía               |  |  | Ricardo III, duque de Normandía | Ricardo III, duque de Normandía | Ricardo III, duque de Normandía | Ricardo III, duque de Normandía | Ricardo III, duque de Normandía                | Ricardo III, duque de Normandía                |                                                |                                                |                                                |                                                |                         |                         |                         |                         |  |  |                                                |                                                |                                                |                                                |                                                |                                                |  |  |                                                   |                                                   |                                                   |                                                   |                                                   |                                                   |  |  |       |       |                                          |                                          |                                          |                                          |                                          |                                          |
|  |  | Roberto I, duque de Normandía               | Roberto I, duque de Normandía               | Roberto I, duque de Normandía               | Roberto I, duque de Normandía               | Roberto I, duque de Normandía               | Roberto I, duque de Normandía               |  |  | Ricardo III, duque de Normandía | Ricardo III, duque de Normandía | Ricardo III, duque de Normandía | Ricardo III, duque de Normandía | Ricardo III, duque de Normandía                | Ricardo III, duque de Normandía                |                                                |                                                |                                                |                                                |                         |                         |                         |                         |  |  |                                                |                                                |                                                |                                                |                                                |                                                |  |  |                                                   |                                                   |                                                   |                                                   |                                                   |                                                   |  |  |       |       |                                          |                                          |                                          |                                          |                                          |                                          |
|  |  | Guillermo I de Inglaterra & II de Normandía | Guillermo I de Inglaterra & II de Normandía | Guillermo I de Inglaterra & II de Normandía | Guillermo I de Inglaterra & II de Normandía | Guillermo I de Inglaterra & II de Normandía | Guillermo I de Inglaterra & II de Normandía |  |  | Matilde                         | Matilde                         | Matilde                         | Matilde                         | Matilde                                        | Matilde                                        |                                                |                                                |                                                |                                                |                         |                         |                         |                         |  |  |                                                |                                                |                                                |                                                |                                                |                                                |  |  |                                                   |                                                   |                                                   |                                                   |                                                   |                                                   |  |  |       |       |                                          |                                          |                                          |                                          |                                          |                                          |
|  |  | Guillermo I de Inglaterra & II de Normandía | Guillermo I de Inglaterra & II de Normandía | Guillermo I de Inglaterra & II de Normandía | Guillermo I de Inglaterra & II de Normandía | Guillermo I de Inglaterra & II de Normandía | Guillermo I de Inglaterra & II de Normandía |  |  | Matilde                         | Matilde                         | Matilde                         | Matilde                         | Matilde                                        | Matilde                                        |                                                |                                                |                                                |                                                |                         |                         |                         |                         |  |  |                                                |                                                |                                                |                                                |                                                |                                                |  |  |                                                   |                                                   |                                                   |                                                   |                                                   |                                                   |  |  |       |       |                                          |                                          |                                          |                                          |                                          |                                          |
|  |  |                                             |                                             |                                             |                                             |                                             |                                             |  |  |                                 |                                 |                                 |                                 |                                                |                                                |                                                |                                                |                                                |                                                |                         |                         |                         |                         |  |  |                                                |                                                |                                                |                                                |                                                |                                                |  |  |                                                   |                                                   |                                                   |                                                   |                                                   |                                                   |  |  |       |       |                                          |                                          |                                          |                                          |                                          |                                          |
|  |  |                                             |                                             |                                             |                                             |                                             |                                             |  |  |                                 |                                 |                                 |                                 |                                                |                                                |                                                |                                                |                                                |                                                |                         |                         |                         |                         |  |  |                                                |                                                |                                                |                                                |                                                |                                                |  |  |                                                   |                                                   |                                                   |                                                   |                                                   |                                                   |  |  |       |       |                                          |                                          |                                          |                                          |                                          |                                          |
|  |  | Roberto II, duque de Normandía              | Roberto II, duque de Normandía              | Roberto II, duque de Normandía              | Roberto II, duque de Normandía              | Roberto II, duque de Normandía              | Roberto II, duque de Normandía              |  |  | Adela                           | Adela                           | Adela                           | Adela                           | Adela                                          | Adela                                          |                                                |                                                | Esteban, conde de Blois                        | Esteban, conde de Blois                        | Esteban, conde de Blois | Esteban, conde de Blois | Esteban, conde de Blois | Esteban, conde de Blois |  |  | Guillermo II, rey de Inglaterra                | Guillermo II, rey de Inglaterra                | Guillermo II, rey de Inglaterra                | Guillermo II, rey de Inglaterra                | Guillermo II, rey de Inglaterra                | Guillermo II, rey de Inglaterra                |  |  | Enrique I, rey de Inglaterra & duque de Normandía | Enrique I, rey de Inglaterra & duque de Normandía | Enrique I, rey de Inglaterra & duque de Normandía | Enrique I, rey de Inglaterra & duque de Normandía | Enrique I, rey de Inglaterra & duque de Normandía | Enrique I, rey de Inglaterra & duque de Normandía |  |  | Edith | Edith | Edith                                    | Edith                                    | Edith                                    | Edith                                    |                                          |                                          |
|  |  | Roberto II, duque de Normandía              | Roberto II, duque de Normandía              | Roberto II, duque de Normandía              | Roberto II, duque de Normandía              | Roberto II, duque de Normandía              | Roberto II, duque de Normandía              |  |  | Adela                           | Adela                           | Adela                           | Adela                           | Adela                                          | Adela                                          |                                                |                                                | Esteban, conde de Blois                        | Esteban, conde de Blois                        | Esteban, conde de Blois | Esteban, conde de Blois | Esteban, conde de Blois | Esteban, conde de Blois |  |  | Guillermo II, rey de Inglaterra                | Guillermo II, rey de Inglaterra                | Guillermo II, rey de Inglaterra                | Guillermo II, rey de Inglaterra                | Guillermo II, rey de Inglaterra                | Guillermo II, rey de Inglaterra                |  |  | Enrique I, rey de Inglaterra & duque de Normandía | Enrique I, rey de Inglaterra & duque de Normandía | Enrique I, rey de Inglaterra & duque de Normandía | Enrique I, rey de Inglaterra & duque de Normandía | Enrique I, rey de Inglaterra & duque de Normandía | Enrique I, rey de Inglaterra & duque de Normandía |  |  | Edith | Edith | Edith                                    | Edith                                    | Edith                                    | Edith                                    |                                          |                                          |
|  |  |                                             |                                             |                                             |                                             |                                             |                                             |  |  |                                 |                                 |                                 |                                 |                                                |                                                |                                                |                                                |                                                |                                                |                         |                         |                         |                         |  |  |                                                |                                                |                                                |                                                |                                                |                                                |  |  |                                                   |                                                   |                                                   |                                                   |                                                   |                                                   |  |  |       |       |                                          |                                          |                                          |                                          |                                          |                                          |
|  |  |                                             |                                             |                                             |                                             |                                             |                                             |  |  |                                 |                                 |                                 |                                 |                                                |                                                |                                                |                                                |                                                |                                                |                         |                         |                         |                         |  |  |                                                |                                                |                                                |                                                |                                                |                                                |  |  |                                                   |                                                   |                                                   |                                                   |                                                   |                                                   |  |  |       |       |                                          |                                          |                                          |                                          |                                          |                                          |
|  |  | Guillermo Clito, conde de Flandes           | Guillermo Clito, conde de Flandes           | Guillermo Clito, conde de Flandes           | Guillermo Clito, conde de Flandes           | Guillermo Clito, conde de Flandes           | Guillermo Clito, conde de Flandes           |  |  |                                 |                                 |                                 |                                 | Esteban rey de Inglaterra & duque de Normandía | Esteban rey de Inglaterra & duque de Normandía | Esteban rey de Inglaterra & duque de Normandía | Esteban rey de Inglaterra & duque de Normandía | Esteban rey de Inglaterra & duque de Normandía | Esteban rey de Inglaterra & duque de Normandía |                         |                         |                         |                         |  |  | Godofredo, conde de Anjou & duque de Normandía | Godofredo, conde de Anjou & duque de Normandía | Godofredo, conde de Anjou & duque de Normandía | Godofredo, conde de Anjou & duque de Normandía | Godofredo, conde de Anjou & duque de Normandía | Godofredo, conde de Anjou & duque de Normandía |  |  | Matilde reina de Inglaterra                       | Matilde reina de Inglaterra                       | Matilde reina de Inglaterra                       | Matilde reina de Inglaterra                       | Matilde reina de Inglaterra                       | Matilde reina de Inglaterra                       |  |  |       |       | Guillermo III Adelin, duque de Normandía | Guillermo III Adelin, duque de Normandía | Guillermo III Adelin, duque de Normandía | Guillermo III Adelin, duque de Normandía | Guillermo III Adelin, duque de Normandía | Guillermo III Adelin, duque de Normandía |
|  |  | Guillermo Clito, conde de Flandes           | Guillermo Clito, conde de Flandes           | Guillermo Clito, conde de Flandes           | Guillermo Clito, conde de Flandes           | Guillermo Clito, conde de Flandes           | Guillermo Clito, conde de Flandes           |  |  |                                 |                                 |                                 |                                 | Esteban rey de Inglaterra & duque de Normandía | Esteban rey de Inglaterra & duque de Normandía | Esteban rey de Inglaterra & duque de Normandía | Esteban rey de Inglaterra & duque de Normandía | Esteban rey de Inglaterra & duque de Normandía | Esteban rey de Inglaterra & duque de Normandía |                         |                         |                         |                         |  |  | Godofredo, conde de Anjou & duque de Normandía | Godofredo, conde de Anjou & duque de Normandía | Godofredo, conde de Anjou & duque de Normandía | Godofredo, conde de Anjou & duque de Normandía | Godofredo, conde de Anjou & duque de Normandía | Godofredo, conde de Anjou & duque de Normandía |  |  | Matilde reina de Inglaterra                       | Matilde reina de Inglaterra                       | Matilde reina de Inglaterra                       | Matilde reina de Inglaterra                       | Matilde reina de Inglaterra                       | Matilde reina de Inglaterra                       |  |  |       |       | Guillermo III Adelin, duque de Normandía | Guillermo III Adelin, duque de Normandía | Guillermo III Adelin, duque de Normandía | Guillermo III Adelin, duque de Normandía | Guillermo III Adelin, duque de Normandía | Guillermo III Adelin, duque de Normandía |
|  |  |                                             |                                             |                                             |                                             |                                             |                                             |  |  |                                 |                                 |                                 |                                 |                                                |                                                |                                                |                                                |                                                |                                                |                         |                         |                         |                         |  |  |                                                |                                                |                                                |                                                |                                                |                                                |  |  |                                                   |                                                   |                                                   |                                                   |                                                   |                                                   |  |  |       |       |                                          |                                          |                                          |                                          |                                          |                                          |
|  |  |                                             |                                             |                                             |                                             |                                             |                                             |  |  |                                 |                                 |                                 |                                 |                                                |                                                |                                                |                                                |                                                |                                                |                         |                         |                         |                         |  |  |                                                |                                                |                                                |                                                | Enrique II rey de Inglaterra                   |                                                |  |  |                                                   |                                                   |                                                   |                                                   |                                                   |                                                   |  |  |       |       |                                          |                                          |                                          |                                          |                                          |                                          |